# Alexandre Astruc

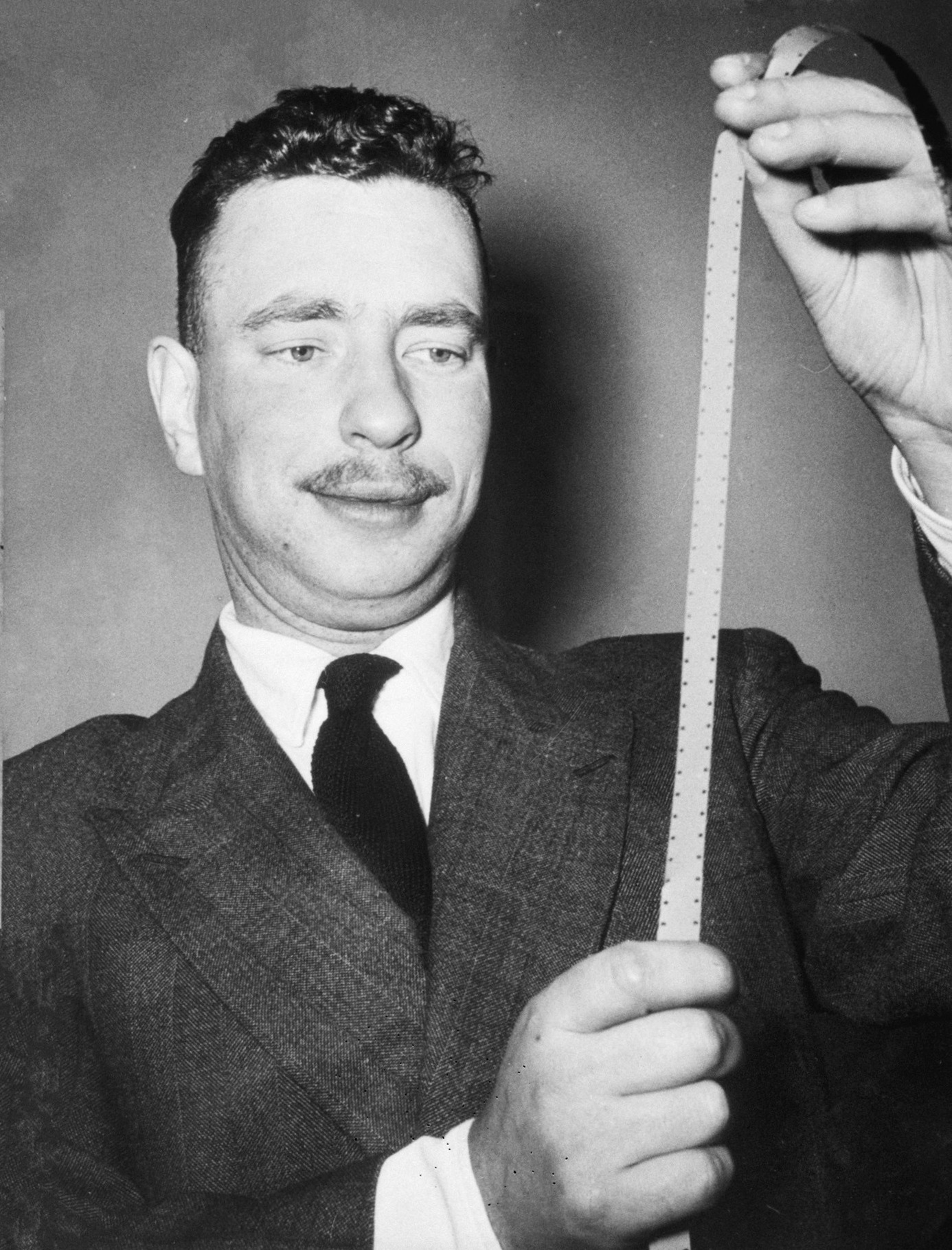
Alexandre Astruc (ca. 1965)

Alexandre Astruc (* 13. Juli 1923 in Paris; † 19. Mai 2016 ebenda) war ein französischer Filmregisseur, Drehbuchautor, Schriftsteller und Filmkritiker.

## Leben
Nach dem Abitur wollte Astruc zuerst mit einem Ingenieurstudium beginnen, studierte dann aber Jura und Kunst und schloss beide Studiengänge erfolgreich ab. Danach war er zuerst Literatur-, dann Filmkritiker und schrieb unter anderem für Combat,  La Gazette du Cinéma, L’Écran français und Les Cahiers du cinéma. In den 1950er und 1960er Jahren machte er einige Filme, doch wurde es für ihn immer schwerer, für seine eleganten und persönlichen Filme einen Produzenten zu finden. Seither arbeitete er als Drehbuchautor und Regisseur fürs Fernsehen und als freier Schriftsteller. 1996 wurde er vom französischen Kulturministerium zum Kommandeur des Ordre des Arts et des Lettres ernannt.

## Filmografie (Auswahl)
B = Drehbuch, D = Darsteller, R = Regie
- 1952: Der scharlachrote Vorhang (Le rideau cramoisi) – (B, R)
- 1952: Die ehrbare Dirne (La P… respectueuse) – (B)
- 1954: Der Graf und die drei Musketiere (Le vicomte de Bragelonne) – Regie: Fernando Cerchio – (B)
- 1958: Ein Frauenleben (Une vie) – (R, B)
- 1961: Die Beute des Schattens (La proie pour l’ombre) – (B, R)
- 1961: Lehrjahre der Liebe (L’éducation sentimentale) – (R) – Nach einem Roman von Gustave Flaubert
- 1964: Die Grube und das Pendel (Le puits et le pendule) – (R) – Nach Edgar Allan Poe
- 1974: Die großen Detektive (Les grands détectives) (R)
- 1974: Ein wildes Leben (La jeune fille assassinée) – Regie: Roger Vadim – (D)
- 1981: Der Fall des Hauses Usher (La chute de la maison Usher) – (R) Nach Edgar Allan Poe (Episode der Fernsehserie Histoires extraordinaires)
- 1981: Bruder Martin – (B)
- 1992: Albert Savarus –  (R)– Nach einem Roman von Honoré de Balzac, mit Niels Arestrup
- 2001: Die starken Seelen (Les âmes fortes) – (B)

## Veröffentlichungen (Auswahl)
- Die Geburt einer neuen Avantgarde. Die Kamera als Federhalter. In: Christa Blümlinger, Constantin Wulff (Hrsg.): Schreiben Bilder Sprechen. Wien 1992.